# La pianista
La pianista (Die Klavierspielerin) es una novela de la escritora austriaca Elfriede Jelinek publicada en 1983 por la editorial Rowohlt. La trama se centra en una profesora de piano, Erika Kohut, a quien su dominante madre obligó desde muy pequeña a centrarse en el virtuosismo musical y renunciar a tener otras vivencias propias de la niñez y la adolescencia. Ello ha generado una honda frustración por el control emocional y sexual que la madre impone sobre su hija.
Considerada una de las obras más significativas de Jelinek puede incluirse en la literatura actual que aborda la relación madre-hija. La temática del adiestramiento musical de una chica por parte de una madre que busca destacar y dominar puede observarse también en otras obras de la autora, como es el caso de la novela Die Ausgesperrten (Los excluidos) y el drama Clara S. Fue adaptada al cine en 2001 por el director Michael Haneke con Isabelle Huppert y Benoît Magimel en los papeles principales.

## Argumento
Erika Kohut es una profesora de piano del conservatorio de Viena. Erika ronda los 40, pero aún vive con su madre, desde el "destierro" y la muerte de su enfermo padre. En este estrecho cerco, Erika se encuentra casi por completo bajo el control de su madre, quien no le deja ni comprarse la ropa por sí sola. Por ejemplo, desgarra con ira un vestido nuevo de Erika y hace desaparecer otras prendas de su hija.
El objetivo de la madre es desde un principio hacer de su hija una estrella, controlar todos sus movimientos y no perderla de vista para asegurarse a sí misma una compañía y no tener que quedarse sola. Ya desde niña, su madre adiestra a Erika para ello y la obliga a tocar el piano. La carrera en solitario resulta ser un fracaso por lo que acepta un puesto como profesora en el conservatorio. Erika no posee ningún espacio privado, ya que el dormitorio que habita no se puede cerrar con pestillo y, por lo tanto, el control constante de la madre está garantizado. 
Para la mujer, ya jubilada, el dinero de Erika es la esperanza para la inminente adquisición de un piso propio en el cual pueda seguir viviendo con su hija. La madre considera que Erika le pertenece y no consiente prácticamente ningún intento de socialización, especialmente las relaciones con los hombres. Si su hija llega tan solo 15 minutos tarde a casa no la deja tranquila hasta que ésta le cuenta el motivo del retraso. Se aprovecha de la buena fe de su hija para utilizarla a su antojo. Todo comportamiento medio por parte de los demás se califica de primitivo y malo, de manera que Erika no advierta su clausura. Pero Erika anhela otras cosas, por ejemplo cuando observa las prendas nuevas de sus compañeras de clase. Como no puede conseguirlas, intenta destruirlas. De manera compulsiva las roba, aunque, presa del miedo, arroja el botín en el basurero.
En el abrazo agobiante de su madre Erika muere mentalmente. Periódicamente Erika organiza pequeños conciertos y obliga a los alumnos a asistir con sus padres ya que, de lo contrario, los alumnos recibirán malas calificaciones. Por supuesto, también la música, que en opinión de su madre debería incrementar el valor de su hija, se convierte en una carga para Erika, ya que su madre le exige demasiado. Por eso Erika se refugia en la autoagresión y el voyeurismo. 

"Sie prüft vorsichtig die Schneide, sie ist rasierklingenscharf. Dann drückt sie die Klinge mehrere Male tief in den Handrücken hinein, aber wieder nicht so tief, daß Sehnen verletzt würden. Es tut überhaupt nicht weh. Das Metall fräst sich hinein wie Butter."

("Examina con cautela el filo, que es como el de una hoja de afeitar. Después presiona el dorso de su mano con la cuchilla repetidas veces, pero nunca tan fuerte como para herir sus tendones. No duele absolutamente nada. El metal se abre paso al interior como la mantequilla.")

Erika acude a Peep Shows (espectáculos voyeur) donde contempla a desconocidas mientras ellas se dedican al tráfico de sexo en los parques de Viena. Pero eso no le aporta la suficiente satisfacción. A veces, cuando su madre no está, Erika acude a conciertos por las tardes y pasea al anochecer a la zona Jesuitenwiese del Parque Prater de Viena con la intención de observar sigilosamente a parejas que realizan un acto sexual. En una ocasión una profesional, una chica austríaca que se ha juntado con un hombre de origen turco, advierte la presencia de Erika, pero no puede dejar de realizar el acto. Al llegar tarde a casa después de aquello, surgen las discusiones con su madre, que ya empezaba a preocuparse cuando simplemente quería dormir largo y tendido, y Erika le devuelve una bofetada, hasta que ambas terminan rendidas en el suelo.
A menudo la profesora de piano espía a sus alumnos, pero se sorprende, por ejemplo, al ver los carteles de las películas de contenido pornográfico en el cine Metro-Kino de la calle Johannengasse. Tan solo había visto este tipo de cine pornográfico en dos ocasiones ya que prefería ver las representaciones en vivo. En el camino de vuelta a casa desde el conservatorio, visita tiendas de artículos eróticos, se encierra en una de las cabinas del Pee Show, contempla a las mujeres desnudas sobre el escenario giratorio, recoge un "pañuelo de papel lleno de esperma" del suelo y lo huele. Además Erika tiene en todo momento junto a ella una hoja de afeitar envuelta con cuidado. Con ella se hace cortes en el dorso de la mano o en los labios vaginales frente a un viejo espejo que su padre utilizaba para afeitarse.
Cuando uno de los alumnos de piano de Erika, Walter Klemmer, un deportista comprometido y estudiante de electrónica decide conquistar a la profesora la situación supera a Erika. Klemmer aprovecha cualquier ocasión para estar cerca de Erika. Incluso durante una prueba en el gimnasio de una escuela lo hace en público. La profesora no sabe cómo reaccionar ante el comportamiento de su alumno por lo que le ignora.  Pero la perseverancia y la constancia de Klemmer seducen a Erika. Durante un concierto, Erika sale, coge un vaso de agua del vestuario, lo guarda en su bolso y lo aplasta. En ese momento se da cuenta de que hay fragmentos con bordes agudos y los introduce en el bolsillo del abrigo de una alumna estudiante de flauta que minutos antes había estado flirteando con Klemmer. La chica a la que pertenece el abrigo, sin sospechar nada, se corta la mano al ponerse el abrigo y grita. Mientras profesores y alumnos corren hacia allí, Erika sube sigilosamente, una planta más arriba y entra en el servicio destinado a los alumnos.
Klemmer la sigue y la saca de la cabina. Le estampa un beso, la agarra por debajo de la falda y, mientras solloza de ansia, la penetra con el dedo índice. De pronto, Erika lo separa de un empujón y lo deja a un palmo de ella. Ella se mantiene erguida, abre la cremallera de su pantalón, agarra su pene erecto y le masturba. Tan pronto como intenta decir algo o acercarse a ella, esta le amenaza con dejarle en ese estado. Inmediatamente antes de que él llegue al orgasmo, Erika retira su mano de su pene. Klemmer le mete prisa para que continúe, pero ella "no quiere seguir tocándolo, de ningún modo" y le prohíbe masturbarse o volverse si quiere volver a verla.
En la siguiente clase de piano con Klemmer Erika se comporta como si nada hubiera ocurrido. Se limita a criticar los progresos de su alumno con el piano. Al final de la clase ella le entrega una carta en un sobre cerrado. Walter le propone pasar el fin de semana juntos. Pero ante la petición Erika se acobarda. Tras acabar la clase y de camio a su casa Klemmer sigue a Erika y la alcanza en la escalera del edificio. Finalmente consigue seguirla y penetrar al interior de la casa. Aunque la madre no se alegra de este huésped a quien nadie había invitado Erika afirma que debe hablar con su alumno sobre un asunto y ambos se dirigen a su dormitorio. Debido a que este no se puede cerrar con pestillo entre ambos empujan una cómoda frente a la puerta para que la madre no pueda acceder a la habituación. La madre piensa que al joven solo le interesa el dinero de su hija. Ante su ira y su impotencia bebe diversos licores con el fin de calmarse. 
Mientras tanto Erika le pide a Klemmer que lea la carta. En el sobre se encuentran descritos los deseos sexuales sadomasoquistas mejor guardados de Erika. Escribe que Klemmer debería abatirla, amordazarla, gritarle y violarla. "Cuando suplique, simplemente hazlo como si quisieras hacerlo, refuerza las ataduras, ponlas más tirantes y aprieta las correas 2 o 3 agujeros, cuanto más las aprietes más me gusta, más tensas, y hazme callar con mis viejas medias, que tan firmemente como les es posible me amordazan, de tal modo que no puedo emitir ni el más mínimo sonido". Klemmer no se había imaginado esta situación y sale corriendo de la casa. Como Klemmer decido no volver a las clases de piano Erika se dirige a las clases de clarinete, que es otro instrumento que el joven está aprendiendo a tocar, y lo arrastra a un trastero que es utilizado por las mujeres de la limpieza del conservatorio. Arrodillado ante él, en el suelo, intenta tener una relación sexual acerca el pene a su boca pero él no se excita.
Frustrado por su fracaso sexual Klemmer se dirige al parque a matar un flamenco. No encuentra ningún animal pero se asusta al ver a una pareja joven a la cual amenaza con un palo. Después se masturba delante de la casa en la que Erika convive con su madre. En mitad de la noche la llama y le exige que le abra la puerta. Apenas abierta él irrumpe en la casa, la abofetea, le clava el puño en el estómago y continúa hasta que esta se retuerce en el suelo. La madre de Erika quiere llamar a la policía, pero él la empuja hacia el dormitorio y la encierra. Antes de abusar de Erika, Klemmer bebe un vaso de agua en la cocina.
Al día siguiente Erika se dirige al conservatorio armada con un cuchillo, sin saber si quiere asesinar o recuperar a Klemmer. Se lo encuentra entre alegres compañeros de clase y observa cómo flirtea con una chica. Eso reorienta la agresión hacia sí misma. Impasible, se clava el cuchillo, en lugar de en el corazón, en el hombro, y se dirige a casa mientras se desangra.

## Recepción
La pianista contiene una crítica manifestada de distintas maneras, en reseñas. Pero la mayoría de las veces su aceptación social se ve afectada. En especial, se prometió un lenguaje gráfico extraordinario a lo largo de la novela. En la ciencia, también existe una unanimidad considerable en afirmar que la drástica representación elegida por Elfriede Jelinek plantea hechos ante todo realistas.

## Adaptación cinematográfica
El director austríaco Michael Haneke adaptó la novela al cine en 2001 bajo el título La pianiste, con Isabelle Huppert en el papel de Erika Kohut y Benoît Magimel en el de Walter Klemmer. Esta producción es una de las películas austriacas más exitosas de los últimos años a nivel internacional y obtuvo 18 galardones entre los que figuran 3 Premios del Festival de Cannes.

## Literatura

### Ediciones
- Elfriede Jelinek: Die Klavierspielerin. Rowohlt Verlag, Reinbek 1983 (Erstdruck)
- Elfriede Jelinek: Die Klavierspielerin. Rowohlt Verlag, Reinbek 1986, ISBN 3-499-15812-4
- Elfriede Jelinek: La pianista (traducción de Pablo Diener-Ojeda). Literatura Mondadori, 2004
- Elfriede Jelinek: La pianista (traducción de Pablo Diener-Ojeda). Debols!Llo, 2005

### Literatura crítica
- Michael Fischer: Trivialmythen in Elfriede Jelineks Romanen „Die Liebhaberinnen“ und „Die Klavierspielerin“ Röhrig, St. Ingbert 1991 ISBN 3-924555-75-3
- Frank Rainer Max & Christine Ruhrberg (Hrsg.): Reclams Romanlexikon. Philipp Reclam jun., Stuttgart 2000 ISBN 3-15-010474-2
- Marlies Janz: Die Klavierspielerin In: Elfriede Jelinek. Hrsg. v. Marlies Janz. Stuttgart 1995, S. 71-86. (=Sammlung Metzler. 286)
- Caroline Eliacheff & Nathalie Heinich: Mütter und Töchter. Ein Dreiecksverhältnis Acerca de temas de literatura y producción cinematográfica. Walter-Patmos, Düsseldorf 2004 ISBN 3530421758. Traducido del francés por Horst Brühmann. S. 38ff. (Capítulo "Passionierte Mütter und ihre erwachsenen Töchter")